# Exército Australiano

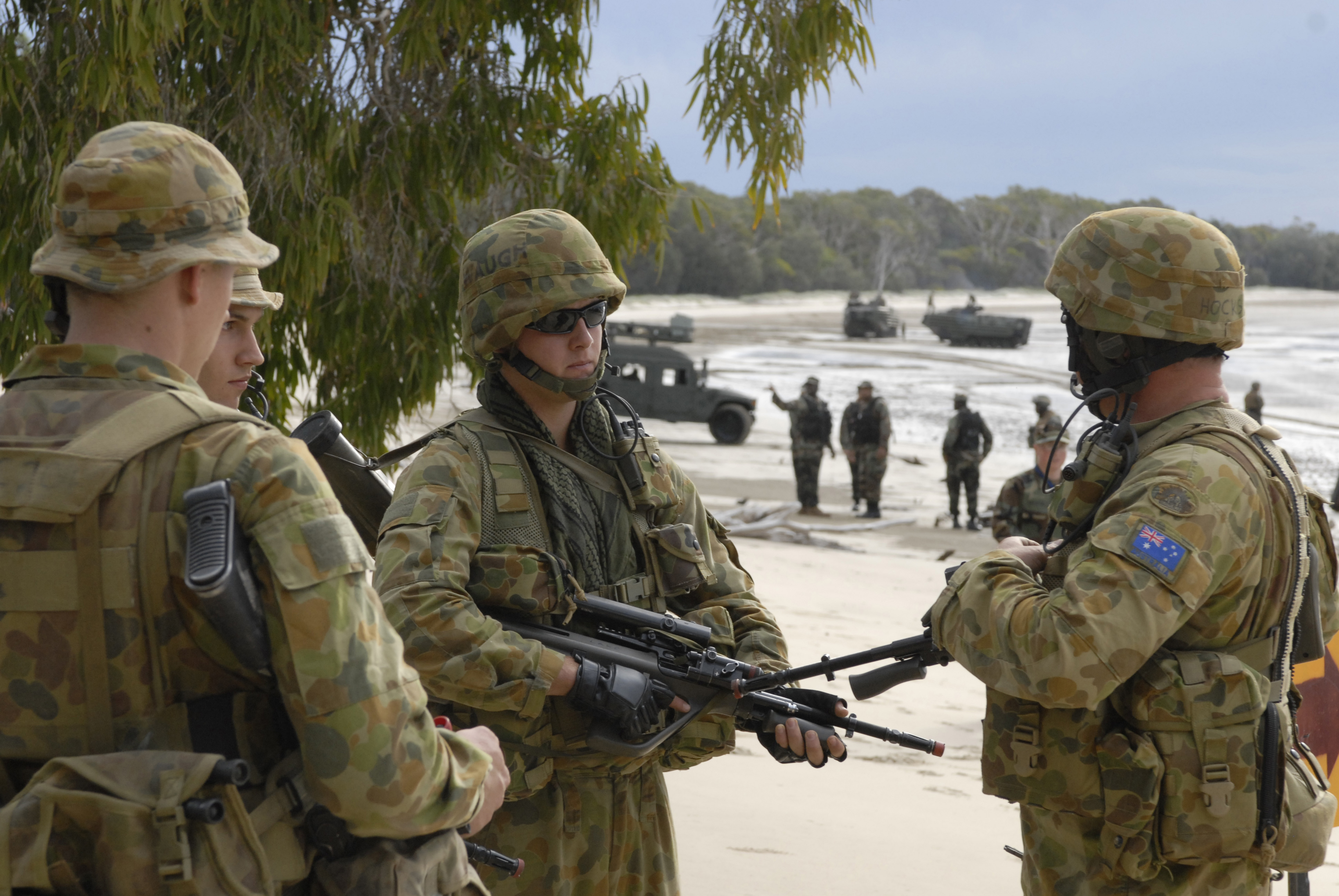
Soldados australianos.

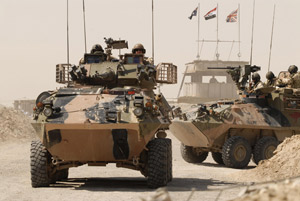
Militares australianos em ação no Iraque.

O Exército Australiano é o ramo militar terrestre da Austrália. É parte das Forças Armadas da Austrália (ADF), juntamente com a Marinha e a Força Aérea. Enquanto o Chefe da Defesa (CDF) comanda as Forças Armadas (ADF), o Exército é comandado pelo Chefe do Exército (CA). O Chefe do Exército é, portanto, subordinado ao Chefe da Defesa, mas também é diretamente responsável perante o Ministro da Defesa. Apesar dos soldados australianos tenham estado envolvidos em uma série de conflitos menores e maiores ao longo de sua história, somente na Segunda Guerra Mundial o território australiano esteve sob ataque direto.
A missão do Exército Australiano é proporcionar um exército potente, versátil e atualizado para promover a segurança da Austrália e proteger o seu povo. Além disso, a publicação da doutrina básica do Exército, Os fundamentos da guerra terrestre, afirma que "A missão do exército é ganhar a batalha terrestre".

## História
A história do Exército Australiano pode ser dividida em dois períodos:
- 1901-1947, quando os limites do tamanho do Exército Regular foram estabelecidos, a grande maioria dos soldados em tempo de paz estavam em unidades de Reserva da Força Militar Cidadã (também conhecida como a CMF ou milícia), e as Forças Imperiais da Austrália foram formadas para servir no exterior e;
- Pós-1947, quando uma força de infantaria regular em tempos de paz foi formada e a CMF (conhecida como a Reserva do Exército após 1980) começou a declinar em importância.